# Desa Krisik (administrativ by i Indonesien, lat -7,96, long 112,39)
Desa Krisik är en administrativ by i Indonesien.   Den ligger i provinsen Jawa Timur, i den västra delen av landet, 600 km öster om huvudstaden Jakarta.